# Ostatni z klanu McKwaczów
Ostatni z klanu McKwaczów (ang. The Last of the Clan McDuck) – komiks Dona Rosy, będący pierwszą częścią serii Życie i czasy Sknerusa McKwacza.

## Fabuła
Akcja rozpoczyna się w 1877 roku. Po ruinach zamku McKwaczów (na Ponurych Wzgórzach w środkowej Szkocji) przechadza się Fergus McKwacz z ostatnim potomkiem rodu, swoim synem Sknerusem. Opowiada mu o niegdysiejszej potędzę klanu, a także o wydarzeniu, które w 1675 zmusiło wszystkich ówczesnych McKwaczów do opuszczenia twierdzy i o trwającym od tamtej chwili upadku rodu (ojciec Fergusa był górnikiem, a on sam pracuje w młynie). Opowieść przerywa nadejście Wiskerwillów, od dawna rywalizujących z McKwaczami. Przepłaszają oni Fergusa i Sknerusa, używając kostiumu wilkołaka, który od XVII wieku służył im do straszenia członków znienawidzonego rodu.
Po powrocie do Glasgow Fergus, chcąc pomóc Sknerusowi zarobić pierwsze pieniądze, robi dla niego zestaw do czyszczenia butów. Następnego dnia prosi Burta kopacza, by skorzystał z usług jego syna i zapłacił mu bezużyteczną amerykańską monetą - ma to zachęcić Sknerusa do wytrwałej pracy, a zarazem uczynić go mniej łatwowiernym.
Wszystko idzie po myśli McKwacza - kiedy Sknerus widzi, co dostał w zamian za oczyszczenie butów kopacza, mówi sobie:
Oto moja pierwsza lekcja życia! Ciężka praca to nie wszystko! Muszę jeszcze uważać, żeby mnie nie wykiwali! Dobrze! Będę najtwardszym z twardzieli i najsprytniejszym ze spryciarzy! Ale swój majątek zarobię uczciwie!
Młody kaczor zaczyna handlować torfem: pewnego dnia, podróżując po okolicy, odwiedza zamek McKwaczów, gdzie z pomocą ducha Kwaksteriera McKwacza przegania Wiskerwillów, którzy w poszukiwaniu skarbu chcieli przekopać cmentarz klanu. Sir Kwaksterier podsuwa Sknerusowi pomysł podróży do Ameryki, który zostaje zrealizowany 3 lata później (w 1880 roku). W tym momencie kończy się akcja komiksu.